# Torups ängars naturreservat
Torups ängars naturreservat är ett naturreservat i Simrishamns kommun i Skåne län.
Området är naturskyddat sedan 2024 och är 142 hektar stort. Reservatet ligger nordväst om Vitaby och består av bokskog, ekskog, alsumpskog och träd- och buskprydda betesmarker samt en bäck.